# George Younger, 4. Viscount Younger of Leckie
George Kenneth Hotson Younger, 4. Viscount Younger of Leckie KT KCVO PC (* 22. September 1931 in Gargunnock, Stirlingshire; † 26. Januar 2003 ebenda) war ein schottischer Minister der Conservative Party.

## Ausbildung und Beruf
Der Sohn einer schottischen Familie mit tiefer konservativer Verwurzelung besuchte zunächst das Winchester College und studierte dann am New College der University of Oxford. Im Koreakrieg diente er in der British Army. Anschließend war er als Manager und Direktor der Brauerei der Familie tätig.

## Mitglied des Unterhauses
Younger verzichtete 1963 auf eine Kandidatur bei der Nachwahl im Wahlkreis Kinross and Western Perthshire und ermöglichte so dem damaligen Premierminister Sir Alec Douglas-Home die Wahl ins House of Commons.
1964 gelang ihm der Einzug ins Unterhaus, er vertrat dort bis 1992 den Wahlkreis Ayr (Diesen Wahlkreis vertrat von 1906 bis 1922 bereits sein Urgroßvater George Younger (1851–1929) im Unterhaus). Dabei vertrat er neben den beiden anderen konservativen Abgeordneten Alick Buchanan-Smith und Hector Monro, dem sogenannten Trio der „One Nation“- Konservativen für Schottland, die Interessen zum Teil auch gegen die von der Tory-Gesamtfraktion vertretenen Meinung.
Bereits 1965 wurde er „Whip“ der schottischen Konservativen und blieb auf diesem Posten bis 1967. In der Oppositionszeit von 1974 bis 1975 war er Vorsitzender der Konservativen Partei in Schottland.

## Mitglied der Regierung
In der Regierung von Edward Heath war Younger von 1970 bis 1974 sogenannter „Juniorminister“ im Schottlandministerium. Dort arbeitete er auch wieder mit Hector Monro zusammen, der während dieser Zeit Unterstaatssekretär war.
Unter Margaret Thatcher war George Younger von 1979 bis 1986 Schottland-Minister (Secretary of State for Scotland). In diesem Amt baute er die Schottische Entwicklungsagentur auf und attraktivierte den Standort Schottland für Hochtechnologie nach dem Zusammenbruch der traditionellen Wirtschaftszweige wie Bergbau, Stahl- und Textilindustrie.
Im Anschluss berief ihn Margaret Thatcher zum Verteidigungsminister, nachdem Michael Heseltine zurückgetreten war. Dieses Amt übte er bis 1989 aus.

## Späteres Leben
Nach seinem Rückzug aus der aktiven Politik im Jahre 1989 arbeitete George Younger bei der Bank-of-Scotland-Gruppe, deren Vorsitzender er 1992 wurde.
Für seine Verdienste um die Politik erhob ihn Königin Elisabeth II. 1992 zum Life Peer als Baron Younger of Prestwick, of Ayr in the District of Kyle and Carrick, so dass er nunmehr einen Sitz im House of Lords hatte. Nach dem Tode seines Vaters im Jahr 1997 wurde er dessen Nachfolger und erbte den Titel eines Viscount Younger of Leckie.